# Nével
A nével (héber נֵבֶל) ókori zeneszerszám, a héber Bibliában a kinnór után a legtöbbet említett húros hangszer. Hangszertani besorolása vitatott, vagy a lírák, vagy a hárfák családjába tartozhatott. A magyar biblia-fordításokban a kinnórhoz hasonlóan leggyakrabban a „hárfa”, „citera”, „lant” szavakkal jelölik.

## Neve
A nével szó etimológiája két értelmű, mert a nbl (נבל) gyök kétféleképpen is vokalizálható, akár mint návál (נָבָל), vagy mint nével (נֵבֶל). A návál jelentése ’bolond, értelmetlen (emberre, lásd Nábál)’, a nével pedig ’(bőr)tömlő’, a közös alapjelentés pedig az üresség fogalmával függ össze. Athénaiosz 2.–3. századi író Szópatrosz Kr. e. 4.–3. századi költőt idézve említi a nével görög nyelvi megfelelőjét, a „szidóni nablát”, amit szerinte a föníciaiak találtak fel; eszerint a hangszer és neve is föníciai eredetű lehet (a nével arámul נַבְלָא  nablá, navlá).
A szó egy lehetséges másik etimológiája a szép, kedves jelentésű egyiptomi nfr (ejtsd nefer), melynek hieroglifája minden valószínűség szerint egy hangszert ábrázol, így ez egy jövevényszó lenne a héberben (p/b illetve f/v megfeleléssel). A sumer nyelvben a nab, nar és nargal szavak egyaránt zenészt jelentettek, ezek akkád megfelelője a nargallu.
A héber Biblia Kr. e. 300 körül készült görög fordítása, a Septuaginta a kinnórhoz hasonlóan a nével szót is többféleképpen adja vissza: legtöbbször a nabla és a pszaltérion, egy-két alkalommal a kithara és az organon szavakat használja. Az 5. század elején készült latin nyelvű Vulgata legtöbbször psalterium, ritkábban lyra, nablum vagy cithara néven nevezi a hangszert. A Szentírásban a nével összesen 28 alkalommal szerepel, ebből 22-szer közvetlenül a kinnór társaságában.

## Leírása
A névelt sokféleképpen próbálták hangszertanilag besorolni, hol lírának, lantnak, hol általában vett hangszernek, sőt nevének ’bőrtömlő’ jelentése alapján dudának is vélték. Mivel a Septuaginta és a Vulgata a névelt leggyakrabban pszaltérion, psalterium szavakkal fordítja, kézenfekvőnek tűnhet hárfaként való meghatározása. A görög pszaltérion szó eredetileg kézzel pengetett hárfaszerű hangszerek gyűjtőfogalma volt (pszalló = ’hangszert kézzel, ujjakkal pengetni’), szemben a lírafélékkel, amelyeket általában pengetővel, pléktronnal szólaltattak meg. Az, hogy Iosephus Flavius 1. századi író a névelt ujjakkal pengetett hangszerként írja le ellentétben a kinnórral, amit szerinte plektrummal használtak, megerősíteni látszik a nével pszaltérionként való azonosítását.
A pszaltérion, a hárfa jellemzője, hogy húrjai hangolásuknak megfelelően eltérő hosszúságúak, ami miatt az ilyen típusú zeneszerszámok körvonala háromszögre emlékeztető. A középkorban Jeromos egyházatya, Cassiodorus és Sevillai Szent Izidor nyomán a bibliai húros hangszereket egyértelműen háromszögletűnek, delta formájúnak tekintették, és ez a vélekedés a Biblia értelmezésében, az egzegézisben fontos szimbolikai, számmisztikai szerepet kapott, a szentháromság fogalmával is kapcsolatba került. A modern matematika képleteiben használt fordított delta alakú szimbólum: {\displaystyle \nabla }, az úgynevezett nabla operátor elnevezése is erre az elképzelésre vezethető vissza.
A nével húrozatáról annyi tudható, hogy a Misna szerint a juh vastagbeléből készült, míg a kinnóré a vékonybelekből. Iosephus Flavius szerint a húrjainak száma tizenkettő, szemben a kinnór tíz húrjával, és a Jeruzsálemi Talmud szerint is a névelnek több húrja van, mint a kinnórnak. A Zsoltárok könyvében többször előforduló nével ásór (נֵבֶל עָשׁוֹר) kifejezés valószínűleg olyan névelre vonatkozik, melynek tíz (ásór) húrja van (Zsolt 33:2; 144:9). Egy helyütt a nével és az ásór két külön hangszer neveként tűnik fel (עֲלֵי־עָשׁוֹר וַעֲלֵי־נָבֶל alé-ásór vaalé-nável – ásóron és névelen Zsolt 92:4).
Napjainkban a tudósok többsége a névelt hárfának tekinti, de ez a nézet nehezen egyeztethető össze azzal az archeológiai ténnyel, hogy a hellenizmust megelőző időszakból a Kánaánt, az ókori Izraelt, Palesztinát magában foglaló területeken talált számos líraábrázolás mellett nem került elő hárfát ábrázoló lelet. Ennek megfelelően egy másik hipotézis is tartja magát, miszerint a nével egy ókori közel-keleti eredetű líraféle volt, amely a kinnór-lírától abban különbözött, hogy nagyobb számú, vastagabb húrjai voltak, melyeket kézzel pengettek. Hangszerteste a folyadékok tárolására szolgáló bőrtömlőhöz hasonló formájú volt, innen kaphatta nevét. Vastagabb húrjai révén mélyebb hangja lehetett, tenor- vagy basszushangszerként szolgálhatott a Második Templom zenekarában a Kr. e. 6. század végétől. Egy ilyen hangszer ábrázolása egy Bar Kohba-érmén látható is.

## Használata
A Bibliában a nével szinte mindig együtt szerepel a kinnórral, a két zeneszerszám funkciója sokban azonos. A templomi zenekar tagja, léviták hangszere, akik „Isten házának szolgálatában” kísérik vele éneküket (1Krón 15:16; 15:20; 25:1; 25:6). Szerepet kap a frigyláda szállításakor (2Sám 6:5; 1Krón 13:8), Jeruzsálem kőfalának felszentelésekor (Neh 12:27), győzelmi ünnepségeken (2Krón 20:28), a prófétai elragadtatás hangszereként (1Sám 10:5). Emellett a Szentírásban ellenséges hatalomhoz, idegen vallásokhoz is kapcsolódik (Ámos 5:23; 6:5), bűnösök ünnepein is megszólal (Iz 5:12).